# میشل پرادا
میشل پرادا (انگلیسی: Mishel Prada؛ متولد ۱۹۸۹) بازیگر اهل ایالات متحده آمریکا بود. از فیلم های وی می توان به مردگان متحرک و چیزهای عجیب اشاره کرد.